# Ethniko Symvoulio Hellenidon
Ethniko Symvoulio Hellenidon (ESE)  eller National Council of Greek Women var en organisation för kvinnors rättigheter i Grekland, grundad 1908. 
ESE grundades 1908 av Kalliroi Parren, som 1894 hade grundat en lokal förening, Union for the Emancipation of Women. Det var medlem i International Council of Women från 1908.
Det var en paraplyorganisation som förenade de tidigare lokala kvinnoföreningarna i Grekland under en organisation, vilket gjorde kvinnorörelsen till en nationell rörelse i Grekland. Den grekiska kvinnorörelsen fokuserade på kvinnors rätt till utbildning och yrkesliv utifrån tanken om samhällsmoderlighet samt utövade även välgörenhet.  
Föreningen undvek dock frågan om rösträtt, vilket blev orsaken till att Avra Theodoropoulou 1920 grundade Syndesmos gia ta Dikaiomata tis Gynaikas. 